# České účetní standardy
České účetní standardy, zkráceně ČÚS, jsou účetní standardy používané v Česku a představují tak pravidla, jimiž se společnosti řídí při vedení finančního účetnictví a sestavování účetní závěrky.

V užším smyslu představují České účetní standardy stejnojmennou normu, vydanou za účelem „docílení souladu při používání účetních metod účetními jednotkami“.
České účetní standardy navazují na tyto právní normy:
- Zákon o účetnictví (č. 563/1991 Sb.),
- Prováděcí vyhlášky k zákonu o účetnictví

Většina účetních jednotek (běžných podnikatelů) se při vedení účetnictví řídí (kromě zákona o účetnictví) prováděcí vyhláškou č. 500/2002 Sb. a Českými účetními standardy pro podnikatele.

## Zákon o účetnictví
Zákon o účetnictví "stanoví v souladu s právem Evropských společenství rozsah a způsob vedení účetnictví a požadavky na jeho průkaznost."

## Prováděcí vyhlášky k zákonu o účetnictví
Vyhlášek, kterými se „provádějí některá ustanovení zákona o účetnictví“ je šest a vyplývají z § 4 odstavec 8 zákona o účetnictví. Vyhlášky se podle charakteru účetních jednotek a jejich činností podrobněji zabývají rozsahem a způsobem sestavování účetní závěrky, obsahovým vymezením položek účetních výkazů, směrnou účtovou osnovou a postupy zahrnování účetních jednotek do konsolidačního celku a konsolidovanou účetní závěrkou.
Seznam prováděcích vyhlášek:
- Vyhláška (č. 500/2002 Sb.) ... pro účetní jednotky, které jsou podnikateli účtujícími v soustavě podvojného účetnictví
- Vyhláška (č. 501/2002 Sb.) ... pro účetní jednotky, které jsou bankami a jinými finančními institucemi
- Vyhláška (č. 502/2002 Sb.) ... pro účetní jednotky, které jsou pojišťovnami
- Vyhláška (č. 503/2002 Sb.) ... pro zdravotní pojišťovny
- Vyhláška (č. 504/2002 Sb.) ... pro účetní jednotky, u kterých hlavním předmětem činnosti není podnikání
- Vyhláška (č. 410/2009 Sb.) ... pro účetní jednotky, které jsou územními samosprávnými celky, příspěvkovými organizacemi, státními fondy a organizačními složkami státu
- Vyhláška (č. 506/2002 Sb.) ... pro účetní jednotky Fond národního majetku České republiky a Pozemkový fond České republiky (platná do 31.12.2005)
- Vyhláška (č. 507/2002 Sb.) ... pro účetní jednotky účtující v soustavě jednoduchého účetnictví (platná do 31.12.2003)

## České účetní standardy (norma)
Podle § 36 zákona o účetnictví jsou standardy vydány „za účelem docílení souladu při používání účetních metod účetními jednotkami“. Obsahem standardů je „popis účetních metod nebo postupy účtování“. Použití standardů účetními jednotkami se považuje za plnění ustanovení o účetních metodách podle zákona o účetnictví. Vydání standardů se oznamuje ve Finančním zpravodaji.
Seznam standardů:
- České účetní standardy pro podnikatele (standardy pro účetní jednotky, které účtují podle vyhlášky č. 500/2002 Sb.)
- České účetní standardy pro finanční instituce (standardy pro účetní jednotky, které účtují podle vyhlášky č. 501/2002 Sb.)
- České účetní standardy pro pojišťovny (standardy pro účetní jednotky, které účtují podle vyhlášky č. 502/2002 Sb.)
- České účetní standardy pro zdravotní pojišťovny (standardy pro účetní jednotky, které účtují podle vyhlášky č. 503/2002 Sb.)
- České účetní standardy pro účetní jednotky, u kterých hlavním předmětem činnosti není podnikání (standardy pro účetní jednotky, které účtují podle vyhlášky č. 504/2002 Sb.)
- České účetní standardy pro ÚSC, PO, SF a OSS (standardy pro účetní jednotky, které účtují podle vyhlášky č. 410/2009 Sb.)